# Medal Kampanii Amerykańskiej
Medal Kampanii Amerykańskiej (ang. American Campaign Medal) – medal Sił Zbrojnych Stanów Zjednoczonych, ustanowiony 6 listopada 1942 r. na mocy zarządzenia wykonawczego 9265 wydanego przez prezydenta Franklina D. Roosevelta i ogłoszony w 56 Biuletynie Departamentu Wojny z 1942 r. Medal miał na celu wyróżnienie członków personelu wojskowego, którzy pełnili służbę wojskową w Amerykańskim Teatrze Działań Wojennych podczas II wojny światowej.

## Kryteria
Kryteria przyznawania medalu zostały początkowo ogłoszone w Okólniku nr 1 Departamentu Armii z 1 stycznia 1943 roku, aby wstążka mogła zostać autoryzowana przed zaprojektowaniem medalu. Dokładne kryteria zostały ogłoszone w Okólniku z 25 marca 1948 r., a następnie opublikowane w przepisach armijnych nr 600–665 z 22 września 1948 r.
Wymagania dotyczące przyznawania Medalu Kampanii Amerykańskiej dotyczyły członków personalu wojskowego służących w Amerykańskim Teatrze Działań Wojennych od 7 grudnia 1941 r. do 2 marca 1946 r. i spełniających dowolny z poniższych warunków:
- stacjonowanie na stałe poza granicami kontynentalnymi Stanów Zjednoczonych;
- przydzielenie na stałe do załogi statku pływającego po wodach oceanicznych na okres co najmniej 30 następujących po sobie dni lub 60  nienastępujących po sobie dni;
- przebywanie poza granicami kontynentalnymi Stanów Zjednoczonych w statusie pasażera lub na czasowej służbie co najmniej przez 30 następujących po sobie dni lub 60 nienastępujących po sobie dni;
- uczestniczenie w aktywnej walce z wrogiem i otrzymanie odznaczenia bojowego lub dostarczenie zaświadczenia dowódcy korpusu, wyższej lub samodzielnej jednostki, że żołnierz faktycznie uczestniczył w walce.
- służba w granicach kontynentalnych Stanów Zjednoczonych przez łączny okres 1 roku[1].

Pierwszym odznaczonym Medalem Kampanii Amerykańskiej był gen. George Marshall.

## Opis
Awers medalu przedstawia scenę batalistyczną na morzu: amerykański krążownik płynie obok tonącej nieprzyjacielskiej łodzi podwodnej, a na niebie nad nim przelatuje bombowiec B-24 Liberator. U góry widnieje łukowaty napis AMERICAN CAMPAIGN. Rewers medalu przedstawia wizerunek bielika amerykańskiego, napis UNITED STATES OF AMERICA oraz daty 1941–1945.
Wstążka jest utrzymana w przeważnie niebieskim kolorze, symbolizującym Amerykę. Potrójny, niebiesko-biało-czerwony pasek pośrodku, zapożyczony ze wstążki Medalu Amerykańskiej Służby Obronnej i reprezentujący flagę Stanów Zjednoczonych, symbolizuje kontynuację amerykańskiego oporu po ataku na Pearl Harbor. Dwa biało-czarno-czerwono-białe paski po obu bokach wstążki symbolizują zaś barwy pokonanych mocarstw: Niemiec i Japonii.